# Télescope William-Herschel
Pour les articles homonymes, voir Herschel.
Ne doit pas être confondu avec Herschel (télescope spatial) ou Télescope de Herschel.
Le télescope William Herschel ou WHT (en anglais : William Herschel Telescope) est un télescope de type Cassegrain-Nasmyth de 4,2 de diamètre situé à l'observatoire du Roque de los Muchachos, à La Palma, dans les île Canaries. Le télescope a été mis en service en 1987 et observe dans le proche infra-rouge. Nommé en honneur de l'astronome William Herschel, il fait partie du groupe de télescopes Isaac Newton.

## Histoire
Le télescope William Herschel fut imaginé à la fin des années 1960, lorsque l'observatoire anglo-australien était en cours de conception. La communauté astronomique britannique ressentit le besoin en télescopes d'une taille comparable dans l'hémisphère nord. Les études commencèrent en 1974, mais en 1979 le projet faillit être abandonné à cause d'un budget en forte augmentation. Un re-design permit une baisse substantielle du coût, et les astronomes néerlandais prirent une part de 20 % dans le projet, permettant à celui-ci d'obtenir le feu vert en 1981. Cette année était celle du 200e anniversaire de la découverte d'Uranus par William Herschel, et il fut décidé de baptiser le télescope en son honneur. Le télescope fait partie du groupe de télescopes Isaac Newton.
La construction commença en 1983 et le télescope fut expédié à La Palma en 1985. Il vit sa première lumière en 1987. Le télescope a une monture azimutale. Le miroir est supporté de telle façon que sa résolution théorique maximale est inférieure à 0,03 arcseconde en bande V et 0,2 arcseconde en bande K. Le seeing typique à La Palma est de l'ordre d'une seconde d'arc, et donc le télescope est limité par celui-ci.
En tant que télescope de recherche performant, le WHT est fortement sollicité, et il y a typiquement trois fois plus de demandes de temps de télescope que de temps disponible. Parmi les découvertes notables faites avec le WHT, on peut citer celle d'une bulle de gaz chaud en expansion au centre de la Voie lactée, suggérant la présence d'un trou noir supermassif ; la première observation de la contrepartie optique d'un sursaut gamma ; et récemment, la découverte d'une étoile Wolf-Rayet ayant le vent stellaire le plus rapide connu.